# Joseph Heinrich von Ried
Freiherr Joseph Heinrich von Ried (* 24. Juni 1718 in Durbach in Baden; † 11. September 1779 in Günzburg) war k. k. Feldzeugmeister, Ritter des Maria Theresia-Ordens und Inhaber des Infanterie-Regiments No. 48.

## Herkunft
Sein Eltern waren der holländische Generalmajor Freiherr Ludwig Anton von Ried (1685–1764) und dessen Ehefrau Maria Johann von Meyer († 1745).

## Leben
Er entstammt dem alten rheinländischen freiherrlichen Geschlecht von Ried. Er ging bereits in jungen Jahren in die kaiserliche Armee und zeichnete sich im Türkenkrieg und österreichischen Erbfolgekrieg teil. Er wurde vor allem im Kleinen Krieg eingesetzt. Bereits 1754 wurde er Oberst und Kommandeur des Gradiscaner 8. Grenz-Regiments.
Im Siebenjährigen Krieg nahm er am 6. Mai 1757 mit dem General Beck am Angriff auf Brandeis teil. Er hatte die Aufgabe die dortige Brücke zu zerstören, war ihm auch gelang. Nach der Schlacht bei Kolin mussten sich die Preußen in die Lausitz zurückzuziehen. Dabei wurde sie von den Österreichern verfolgt und immer wieder angegriffen. 1757 machte der österreichischen General Hadik einen Vorstoß nach Berlin. Der Oberst Rief führte dabei die Vorhut. Wieder in Böhmen zeichnete er sich am 30. Juli 1758 bei Paßberg aus. Die Preußen hatte versucht den General Kleefeld aus seine Stellung zu vertreiben. Am 19. August überfiel er ein preußisches Lager am Kohlberg in Sachsen, wobei er Pferde und Bagage erbeutete. Am 24. August 1758 wurde er Generalfeldwachtmeister und am 8. September sicherte er den Rückzugs des Reichskorps unter Feldzeugmeister von Saint-André bei Torgau.
1759 machte er mit 3000 Mann einen erfolgreiche Streifzug in den Bereich Halberstadt. Im Jahr 1760 belagerten die Preußen Dresden, als Ried deren Verschanzungen beobachtete. Er fand eine Schwachstelle und am 13. Juli 1760 gelang ihm der Durchbruch, wobei er eine Schanze eroberte, zwei Kanonen erbeutete und 200 Mann Gefangene machte. Später gelang Daun der Entsatz von Dresden. Am 22. Dezember 1761 (6. Promotion) wurde er für seine Taten mit dem Ritterkreuz des Maria-Theresia-Ordens ausgezeichnet. Am 21. Januar 1762 gelang Ried ein erfolgreicher Vorstoß auf die preußischen Vorposten bei Deutschenbora und Eula. Er machte dabei 500 Gefangene. Am 31. März 1762 wurde er zum Feldmarschall-Lieutenant ernannt und um Oktober und November kämpfte er an der Mulde und bei Freiberg.
Nach dem Hubertsburger Frieden erhielt der Freiherr den Gesandtschaftsposten in Berlin. Um 1770 begann der Bau des Landgutes Hespengrund, wo er sich mit dem Weinbau beschäftigte. Hier fasste er im Laufe der Zeit seinen Grundbesitz zusammen. Am 1. Mai 1773 mit Rang vom 24. August 1770 wurde er Feldzeugmeister und übernahm später die Oberdirektion der k. k. Werbung im deutschen Reich. Zuletzt wurde er noch zuständiger Minister für den schwäbischen Kreis in Deutschen Reich und starb während einer Inspektionsreise am 11. September 1779 in Günzburg und wurde in der dortigen Frauenkirche beigesetzt. Von der Familie Blittersdorf wurde in der Kirche eine Gedankplatte aufgehängt.

## Familie
Ried heiratete Maria Anna Dettina von Pivoda († 14. Mai 1768), eine Tochter des Oberst Stephan Dettina von Pivoda.
- Maria Anna Josepha ⚭ 1769 Carl Adolf von Blittersdorf (1732–1805), Kurkölner Kammerherr, später Generalpostmeister in Offenburg[8]

Nach dem Tod seiner ersten Frau heiratete er die Erzieherin der Kinder Margerata von Humburg (* 1734; † 15. Juli 1792). Die Ehe blieb kinderlos.